# Elatostema tomentosum
Elatostema tomentosum är en nässelväxtart som beskrevs av Hugh Algernon Weddell. Elatostema tomentosum ingår i släktet Elatostema och familjen nässelväxter. Inga underarter finns listade i Catalogue of Life.